# Isaszeg
Isaszeg  este un oraș în districtul Gödöllő, județul Pesta, Ungaria, având o populație de 10.964 de locuitori (2011). 

## Demografie
Componența etnică a orașului Isaszeg
     Maghiari (92,57%)
     Romi (3,41%)
     Slovaci (2,16%)
     Necunoscut (0,74%)
     Alții (1,13%)
Componența confesională a orașului Isaszeg
     Romano-catolici (48,53%)
     Fără religie (11,57%)
     Reformați (7,82%)
     Atei (1,29%)
     Necunoscută (29,2%)
     Alte religii (4,43%)
Conform recensământului din 2011, orașul Isaszeg avea 10.964 de locuitori. Din punct de vedere etnic, majoritatea locuitorilor (92,57%) erau maghiari, existând și minorități de romi (3,41%) și slovaci (2,16%). Apartenența etnică nu este cunoscută în cazul a 0,74% din locuitori. Nu există o religie majoritară, locuitorii fiind romano-catolici (48,53%), persoane fără religie (11,57%), reformați (7,82%) și atei (1,29%). Pentru 29,2% din locuitori nu este cunoscută apartenența confesională.

## Vezi și
- Bătălia de la Isaszeg (1849)